# Федотовская (Няндомский район)
Федотовская — опустевшая деревня в Няндомском районе Архангельской области.

## География
Находится в юго-западной части Архангельской области на расстоянии приблизительно 41 км на север-северо-запад по прямой от административного центра района города Няндома на северном берегу озера Ильинское (озеро, расположенное к западу от станции Лельма).

## История
В 1873 году здесь было учтено 10 дворов, в 1905 — 18. Тогда деревня входила в Каргопольский уезд Олонецкой губернии. До 2022 года входила в Шалакушское сельское поселение до его упразднения.

## Население
Численность населения: 50 человек (1873 год), 115 (1905), 0 как в 2002 году, так и в 2010.